# مخلفات البناء

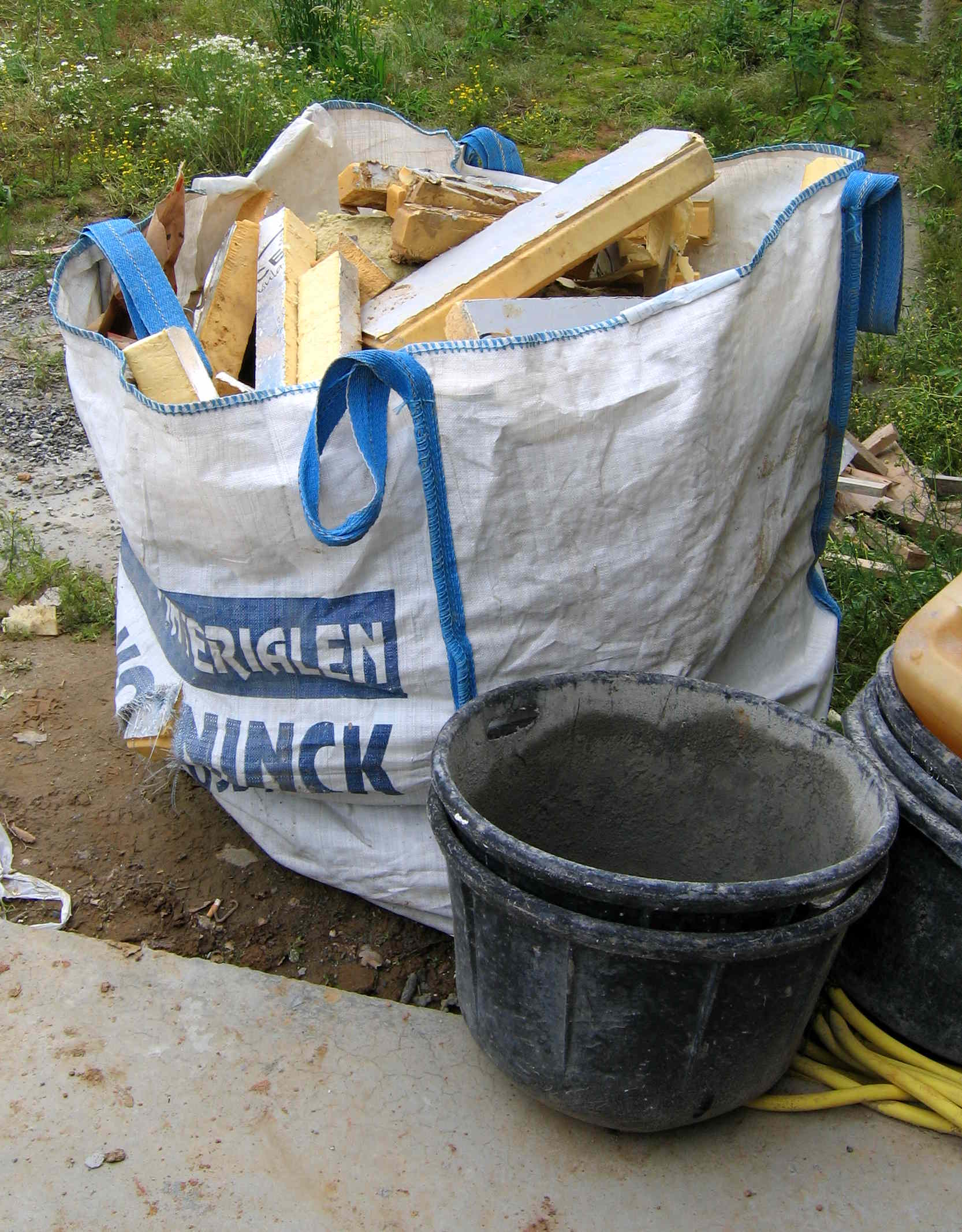
مخلفات البولي يوريثان المُستخدمة بالعزل.

مخلفات المباني (بالإنجليزية: Construction waste) هي المواد غير المرغوب بها والناتجة عن أعمال الإنشاء والصناعة بشكل مباشر أو غير مباشر. تتضمن مواد البناء مثل مواد العزل، المسامير، الأسلاك الكهربائية، حديد التسليح، وغيرها. يمكن لهذه المخلفات أن تحوي على الرصاص، الأسبستوس، أو مواد خطرة أخرى.
كثير من الأبنية ينتج عنها مواد مثل الطوب (الطابوق)، الخرسانة، والخشب غير المستخدمة أو المتضررة لأسباب كثيرة خلال عملية الإنشاء. وتشير الأبحاث الرقابية إلى أن هذه المواد قد تصل نسبتها إلى 10 - 15% من المواد المستخدمة في البناء. وتُعتبر المكونات الحالية لمخلفات الأبنية مثل الألواح الجصية (جبسم بورد) خطيرة عند عملية الطمر، حيث تنتج كبريتيد الهيدروجين، وهو غاز سام. يمكن إعادة تدوير الكثير من عناصر مخلفات البناء، وغالبا ما يتم استخدام حاويات الكابسات لنقلها. أما الأنقاض، فيمكن طحنها وإعادة استخدامها في مشاريع البناء. ويمكن أيضا أن تُستعاد النفايات الخشبية عبر إعادة تدويرها. 
غالبا ما تسن السلطات الحكومية والمحلية قوانين حول كمية المخلفات الني يجب أن تُخزّن قبل دفنها أو معالجتها. بعض المواد الخطرة قد لا يتم نقلها قبل أن تقوم السلطات بالتأكد من أن إرشادات السلامة والقيود قد تم اتباعها، حيث يجب التخلص من بعض هذه العناصر السامة كالرصاص والأسبستوس أو المواد المشعة.
في الوطن العربي، منحت وزارة المالية في الكويت عقد بناء وتشغيل ونقل ملكية (BOT) للشركة الصناعية لحماية البيئة، لبناء أول محطة لمخلفات البناء في منطقة الشرق الأوسط، حيث يبلغ إنتاجهت اليومي 2500 طن. تدفع الحكومة رسوم إلى الشركة لإزالة النفايات كحافز للتخفيف من الضغط على البيئة. يتم إعادة تدوير مخلفات البناء إلى عدة أحجام كالحصى التي يمكن إعادة استخدامها في البناء بجانب الرمال وغيرها من استخدامات البناء.

## انظر أيضا

منظر بانورامي لمخلفات الأبنية في النرويج.

## وصلات خارجية
- قاعدة بيانات إدارة مخلفات الأبنية | دليل تصميم المباني الكامل